# العلاقات اليابانية الليبيرية
العلاقات اليابانية الليبيرية هي العلاقات الثنائية التي تجمع بين اليابان وليبيريا.

## مقارنة بين البلدين
هذه مقارنة عامة ومرجعية للدولتين:
| وجه المقارنة                                              | اليابان         | ليبيريا      |
| --------------------------------------------------------- | --------------- | ------------ |
| المساحة (كم2)                                             | 377.97 ألف      | 111.37 ألف   |
| عدد السكان (نسمة)                                         | 126.79 مليون    | 4.73 مليون   |
| الكثافة السكانية (ن./كم²)                                 | 335.45          | 42.47        |
| العاصمة                                                   | طوكيو           | مونروفيا     |
| اللغة الرسمية                                             | اللغة اليابانية | لغة إنجليزية |
| العملة                                                    | ين ياباني       | دولار ليبيري |
| الناتج المحلي الإجمالي (بليون دولار)                      | 4.87 تريليون    | 2.16 مليار   |
| الناتج المحلي الإجمالي (تعادل القوة الشرائية) بليون دولار | 5.18 تريليون    | 3.76 مليار   |
| الناتج المحلي الإجمالي الاسمي للفرد دولار أمريكي          | 34.52 ألف       | 455          |
| الناتج المحلي الإجمالي للفرد دولار أمريكي                 | 36.62 ألف       | 842          |
| مؤشر التنمية البشرية                                      | 0.903           | 0.430        |
| رمز المكالمات الدولي                                      | +81             | +231         |
| رمز الإنترنت                                              | .jp             | .lr          |
| المنطقة الزمنية                                           | توقيت اليابان   | 00           |

## منظمات دولية مشتركة
يشترك البلدان في عضوية مجموعة من المنظمات الدولية، منها:
| علم المنظمة | اسم المنظمة                               | تاريخ انضمام اليابان | تاريخ انضمام ليبيريا |
| ----------- | ----------------------------------------- | -------------------- | -------------------- |
|             | مؤسسة التنمية الدولية                     | 27 ديسمبر 1960       | 28 مارس 1962         |
|             | البنك الإفريقي للتنمية                    | ?                    | ?                    |
|             | مؤسسة التمويل الدولية                     | 20 يوليو 1956        | 28 مارس 1962         |
|             | منظمة حظر الأسلحة الكيميائية              | ?                    | ?                    |
|             | الأمم المتحدة                             | 18 ديسمبر 1956       | 2 نوفمبر 1945        |
|             | الاتحاد الدولي للاتصالات                  | 29 يناير 1879        | 10 أكتوبر 1927       |
|             | منظمة الشرطة الجنائية الدولية             | ?                    | ?                    |
|             | البنك الدولي للإنشاء والتعمير             | 13 أغسطس 1952        | 28 مارس 1962         |
|             | الاتحاد البريدي العالمي                   | ?                    | ?                    |
|             | المركز الدولي لتسوية المنازعات الاستشارية | 16 سبتمبر 1967       | 16 يوليو 1970        |
|             | وكالة ضمان الاستثمار متعدد الأطراف        | 12 أبريل 1988        | 12 أبريل 2007        |
|             | يونسكو                                    | 2 يوليو 1951         | 6 مارس 1947          |

## أعلام
هذه قائمة لبعض الشخصيات التي تربطها علاقات بالبلدين:
- دان هابتا (لاعب كرة قدم ياباني، 29 يوليو 1987[18] – )

## وصلات خارجية
- موقع وزارة الخارجية اليابانية
- موقع وزارة الخارجية الليبيرية